# 王大宝
王大宝（1094年—1170年）：字元龟，广东海阳人（今潮州市潮安县归湖镇人）。宋高宗建炎二年（1128年）廷试第二名（榜眼），授南雄州教授。后因俸禄不够基本生活支出，以生病为由去职归家。几年后又进入官场，历任连州、温州知府、提点福建、广东刑狱、兵部侍郎，至绍兴三十二年（1162年）擢升为礼部侍郎、右谏议大夫。当时赵宋王朝仅剩半壁江山，王大宝力主抗战。宋孝宗为了利用抗战派收拾残局，委任王大宝为兵部侍郎，乾道元年又委任礼部尚书。乾道六年(1170年)去世，享年77岁。后被推为唐宋潮州八贤之一。

## 著作
有《易经证义》、《谏坦奏议》及《遗文》等累计34卷。

## 王大宝墓
王大宝墓今在归湖镇神前山，占地4亩，为广东省文物保护单位。墓前石翁仲四，石狮、石马、石羊、石望柱、石笋各二，分别对称排列于墓两侧。是广东具有代表性的宋代大墓。

## 延伸阅读
[在维基数据编辑]
 《宋史·卷386》，出自脱脱《宋史》